# Лукас Масоеро
Лукас Габріель Масоеро Масі (ісп. Lucas Gabriel Masoero Masi, нар. 1 лютого 1995, Мендоса, Аргентина) — аргентинський футболіст, центральний захисник російського клубу «Нижній Новгород».

## Ігрова кар'єра
Лукас Масоеро є вихованцем клубу «Індепенд'єнте Рівадавія» зі свого рідного міста Мендоса. Саме в складі цього клубу футболіст дебютував на професійному рівні. Сталося це у липні 2015 року в аргентинській Прімері В. Влітку 2017 року захисник перейшов до «Депортіво Маїпу» з Третього дивізіоеу, де провів повний сезон.
Влітку 2018 року як вільний агент Масоеро перебрався до Європи, де приєднався до болгарського «Локомотива» з Пловдива. За три сезони в Болгарії футболіст виграв з клубмо Кубок та Суперкубок країни.
В липні 2021 року Маосеро підписав дворічний контракт з російським клубом Прем'єр-ліги «Нижній Нивгород». У грудні 2022 року футболіст продовжив дію контракт у із клубом до 2025 року.

## Титули
Локомотив (Пловдив)
 Переможець Кубка Болгарії (2): 2018/19, 2019/20
 Переможець Суперкубка Болгарії: 2020